# Čtyři pírka: Zkouška cti
Čtyři pírka: Zkouška cti (v anglickém originále The Four Feathers) je americko-britský dobrodružný film z roku 2002. Režisérem filmu je Shekhar Kapur. Hlavní role ve filmu ztvárnili Heath Ledger, Wes Bentley, Djimon Hounsou, Kate Hudson a Rupert Penry-Jones.

## Obsazení
| Heath Ledger       | Harry Faversham  |
| Wes Bentley        | Jack Durrance    |
| Djimon Hounsou     | Abou Fatma       |
| Kate Hudson        | Ethne Eustace    |
| Rupert Penry-Jones | Tom Willoughby   |
| Kris Marshall      | Edward Castleton |
| Michael Sheen      | William Trench   |
| Alex Jennings      | col.Hamilton     |
| James Cosmo        | col.Sutch        |
| Angela Douglas     | teta Mary        |
| Tim Pigott-Smith   | gen.Faversham    |
| Lucy Gordon        | Isabelle         |
| James Hillier      | opilý korporál   |